# Dawid Przepiórka
Dawid Przepiórka (Varsavia, 22 dicembre 1880 – Palmiry, 1940) è stato uno scacchista e compositore di scacchi polacco.
Campione polacco di scacchi nel 1926, fu molto attivo nei tornei magistrali tra il 1904 e il 1931. Raggiunse l'apice della sua carriera scacchistica al torneo di Monaco del 1926, quando conquistò il primo posto (con 4 vittorie e una sconfitta) davanti a Rudolf Spielmann ed Efim Bogoljubov.
Nel secondo ed ultimo campionato mondiale per dilettanti (Budapest, 1926) ottenne il secondo posto dietro a Max Euwe; giocò per la squadra polacca nelle Olimpiadi degli scacchi di Amburgo 1930 e di Praga 1931, ottenendo due medaglie di squadra, una d'oro ed una d'argento.
Si occupò con successo anche della composizione di problemi. Compose prevalentemente problemi strategici in tre e più mosse, ma anche problemi classici in due e tre mosse, ottenendo numerosi premi.
Henri Weenink raccolse molti suoi problemi nel libro Dawid Przepiorka, a Master of Strategy (Amsterdam, 1932).
Alexander Gulyaev pubblicò il libro Problemi scelti di D. Przepiórka (in russo, Mosca, 1958).
Nel corso della seconda guerra mondiale, in gennaio 1940 era presente ad una riunione organizzata da un circolo scacchistico di Varsavia, quando i nazisti fecero irruzione nel locale ed arrestarono tutti i presenti. Di origini ebree, Przepiórka fu rinchiuso e poi ucciso in un campo di concentramento. Non si conosce la data della morte, ma si ipotizza che sia avvenuta in agosto di quell'anno.
Due suoi problemi:
|   | a | b | c | d | e | f | g | h |   |
| 8 | d8 donna del bianco · f8 alfiere del bianco · g8 donna del nero · h8 cavallo del bianco · f7 pedone del bianco · g7 pedone del bianco · h7 pedone del nero · b6 torre del nero · h6 re del nero · e5 pedone del nero · h5 pedone del nero · b4 torre del nero · g4 pedone del nero · b3 alfiere del nero · c2 pedone del bianco · g1 re del bianco | d8 donna del bianco · f8 alfiere del bianco · g8 donna del nero · h8 cavallo del bianco · f7 pedone del bianco · g7 pedone del bianco · h7 pedone del nero · b6 torre del nero · h6 re del nero · e5 pedone del nero · h5 pedone del nero · b4 torre del nero · g4 pedone del nero · b3 alfiere del nero · c2 pedone del bianco · g1 re del bianco | d8 donna del bianco · f8 alfiere del bianco · g8 donna del nero · h8 cavallo del bianco · f7 pedone del bianco · g7 pedone del bianco · h7 pedone del nero · b6 torre del nero · h6 re del nero · e5 pedone del nero · h5 pedone del nero · b4 torre del nero · g4 pedone del nero · b3 alfiere del nero · c2 pedone del bianco · g1 re del bianco | d8 donna del bianco · f8 alfiere del bianco · g8 donna del nero · h8 cavallo del bianco · f7 pedone del bianco · g7 pedone del bianco · h7 pedone del nero · b6 torre del nero · h6 re del nero · e5 pedone del nero · h5 pedone del nero · b4 torre del nero · g4 pedone del nero · b3 alfiere del nero · c2 pedone del bianco · g1 re del bianco | d8 donna del bianco · f8 alfiere del bianco · g8 donna del nero · h8 cavallo del bianco · f7 pedone del bianco · g7 pedone del bianco · h7 pedone del nero · b6 torre del nero · h6 re del nero · e5 pedone del nero · h5 pedone del nero · b4 torre del nero · g4 pedone del nero · b3 alfiere del nero · c2 pedone del bianco · g1 re del bianco | d8 donna del bianco · f8 alfiere del bianco · g8 donna del nero · h8 cavallo del bianco · f7 pedone del bianco · g7 pedone del bianco · h7 pedone del nero · b6 torre del nero · h6 re del nero · e5 pedone del nero · h5 pedone del nero · b4 torre del nero · g4 pedone del nero · b3 alfiere del nero · c2 pedone del bianco · g1 re del bianco | d8 donna del bianco · f8 alfiere del bianco · g8 donna del nero · h8 cavallo del bianco · f7 pedone del bianco · g7 pedone del bianco · h7 pedone del nero · b6 torre del nero · h6 re del nero · e5 pedone del nero · h5 pedone del nero · b4 torre del nero · g4 pedone del nero · b3 alfiere del nero · c2 pedone del bianco · g1 re del bianco | d8 donna del bianco · f8 alfiere del bianco · g8 donna del nero · h8 cavallo del bianco · f7 pedone del bianco · g7 pedone del bianco · h7 pedone del nero · b6 torre del nero · h6 re del nero · e5 pedone del nero · h5 pedone del nero · b4 torre del nero · g4 pedone del nero · b3 alfiere del nero · c2 pedone del bianco · g1 re del bianco | 8 |
| 7 | d8 donna del bianco · f8 alfiere del bianco · g8 donna del nero · h8 cavallo del bianco · f7 pedone del bianco · g7 pedone del bianco · h7 pedone del nero · b6 torre del nero · h6 re del nero · e5 pedone del nero · h5 pedone del nero · b4 torre del nero · g4 pedone del nero · b3 alfiere del nero · c2 pedone del bianco · g1 re del bianco | d8 donna del bianco · f8 alfiere del bianco · g8 donna del nero · h8 cavallo del bianco · f7 pedone del bianco · g7 pedone del bianco · h7 pedone del nero · b6 torre del nero · h6 re del nero · e5 pedone del nero · h5 pedone del nero · b4 torre del nero · g4 pedone del nero · b3 alfiere del nero · c2 pedone del bianco · g1 re del bianco | d8 donna del bianco · f8 alfiere del bianco · g8 donna del nero · h8 cavallo del bianco · f7 pedone del bianco · g7 pedone del bianco · h7 pedone del nero · b6 torre del nero · h6 re del nero · e5 pedone del nero · h5 pedone del nero · b4 torre del nero · g4 pedone del nero · b3 alfiere del nero · c2 pedone del bianco · g1 re del bianco | d8 donna del bianco · f8 alfiere del bianco · g8 donna del nero · h8 cavallo del bianco · f7 pedone del bianco · g7 pedone del bianco · h7 pedone del nero · b6 torre del nero · h6 re del nero · e5 pedone del nero · h5 pedone del nero · b4 torre del nero · g4 pedone del nero · b3 alfiere del nero · c2 pedone del bianco · g1 re del bianco | d8 donna del bianco · f8 alfiere del bianco · g8 donna del nero · h8 cavallo del bianco · f7 pedone del bianco · g7 pedone del bianco · h7 pedone del nero · b6 torre del nero · h6 re del nero · e5 pedone del nero · h5 pedone del nero · b4 torre del nero · g4 pedone del nero · b3 alfiere del nero · c2 pedone del bianco · g1 re del bianco | d8 donna del bianco · f8 alfiere del bianco · g8 donna del nero · h8 cavallo del bianco · f7 pedone del bianco · g7 pedone del bianco · h7 pedone del nero · b6 torre del nero · h6 re del nero · e5 pedone del nero · h5 pedone del nero · b4 torre del nero · g4 pedone del nero · b3 alfiere del nero · c2 pedone del bianco · g1 re del bianco | d8 donna del bianco · f8 alfiere del bianco · g8 donna del nero · h8 cavallo del bianco · f7 pedone del bianco · g7 pedone del bianco · h7 pedone del nero · b6 torre del nero · h6 re del nero · e5 pedone del nero · h5 pedone del nero · b4 torre del nero · g4 pedone del nero · b3 alfiere del nero · c2 pedone del bianco · g1 re del bianco | d8 donna del bianco · f8 alfiere del bianco · g8 donna del nero · h8 cavallo del bianco · f7 pedone del bianco · g7 pedone del bianco · h7 pedone del nero · b6 torre del nero · h6 re del nero · e5 pedone del nero · h5 pedone del nero · b4 torre del nero · g4 pedone del nero · b3 alfiere del nero · c2 pedone del bianco · g1 re del bianco | 7 |
| 6 | d8 donna del bianco · f8 alfiere del bianco · g8 donna del nero · h8 cavallo del bianco · f7 pedone del bianco · g7 pedone del bianco · h7 pedone del nero · b6 torre del nero · h6 re del nero · e5 pedone del nero · h5 pedone del nero · b4 torre del nero · g4 pedone del nero · b3 alfiere del nero · c2 pedone del bianco · g1 re del bianco | d8 donna del bianco · f8 alfiere del bianco · g8 donna del nero · h8 cavallo del bianco · f7 pedone del bianco · g7 pedone del bianco · h7 pedone del nero · b6 torre del nero · h6 re del nero · e5 pedone del nero · h5 pedone del nero · b4 torre del nero · g4 pedone del nero · b3 alfiere del nero · c2 pedone del bianco · g1 re del bianco | d8 donna del bianco · f8 alfiere del bianco · g8 donna del nero · h8 cavallo del bianco · f7 pedone del bianco · g7 pedone del bianco · h7 pedone del nero · b6 torre del nero · h6 re del nero · e5 pedone del nero · h5 pedone del nero · b4 torre del nero · g4 pedone del nero · b3 alfiere del nero · c2 pedone del bianco · g1 re del bianco | d8 donna del bianco · f8 alfiere del bianco · g8 donna del nero · h8 cavallo del bianco · f7 pedone del bianco · g7 pedone del bianco · h7 pedone del nero · b6 torre del nero · h6 re del nero · e5 pedone del nero · h5 pedone del nero · b4 torre del nero · g4 pedone del nero · b3 alfiere del nero · c2 pedone del bianco · g1 re del bianco | d8 donna del bianco · f8 alfiere del bianco · g8 donna del nero · h8 cavallo del bianco · f7 pedone del bianco · g7 pedone del bianco · h7 pedone del nero · b6 torre del nero · h6 re del nero · e5 pedone del nero · h5 pedone del nero · b4 torre del nero · g4 pedone del nero · b3 alfiere del nero · c2 pedone del bianco · g1 re del bianco | d8 donna del bianco · f8 alfiere del bianco · g8 donna del nero · h8 cavallo del bianco · f7 pedone del bianco · g7 pedone del bianco · h7 pedone del nero · b6 torre del nero · h6 re del nero · e5 pedone del nero · h5 pedone del nero · b4 torre del nero · g4 pedone del nero · b3 alfiere del nero · c2 pedone del bianco · g1 re del bianco | d8 donna del bianco · f8 alfiere del bianco · g8 donna del nero · h8 cavallo del bianco · f7 pedone del bianco · g7 pedone del bianco · h7 pedone del nero · b6 torre del nero · h6 re del nero · e5 pedone del nero · h5 pedone del nero · b4 torre del nero · g4 pedone del nero · b3 alfiere del nero · c2 pedone del bianco · g1 re del bianco | d8 donna del bianco · f8 alfiere del bianco · g8 donna del nero · h8 cavallo del bianco · f7 pedone del bianco · g7 pedone del bianco · h7 pedone del nero · b6 torre del nero · h6 re del nero · e5 pedone del nero · h5 pedone del nero · b4 torre del nero · g4 pedone del nero · b3 alfiere del nero · c2 pedone del bianco · g1 re del bianco | 6 |
| 5 | d8 donna del bianco · f8 alfiere del bianco · g8 donna del nero · h8 cavallo del bianco · f7 pedone del bianco · g7 pedone del bianco · h7 pedone del nero · b6 torre del nero · h6 re del nero · e5 pedone del nero · h5 pedone del nero · b4 torre del nero · g4 pedone del nero · b3 alfiere del nero · c2 pedone del bianco · g1 re del bianco | d8 donna del bianco · f8 alfiere del bianco · g8 donna del nero · h8 cavallo del bianco · f7 pedone del bianco · g7 pedone del bianco · h7 pedone del nero · b6 torre del nero · h6 re del nero · e5 pedone del nero · h5 pedone del nero · b4 torre del nero · g4 pedone del nero · b3 alfiere del nero · c2 pedone del bianco · g1 re del bianco | d8 donna del bianco · f8 alfiere del bianco · g8 donna del nero · h8 cavallo del bianco · f7 pedone del bianco · g7 pedone del bianco · h7 pedone del nero · b6 torre del nero · h6 re del nero · e5 pedone del nero · h5 pedone del nero · b4 torre del nero · g4 pedone del nero · b3 alfiere del nero · c2 pedone del bianco · g1 re del bianco | d8 donna del bianco · f8 alfiere del bianco · g8 donna del nero · h8 cavallo del bianco · f7 pedone del bianco · g7 pedone del bianco · h7 pedone del nero · b6 torre del nero · h6 re del nero · e5 pedone del nero · h5 pedone del nero · b4 torre del nero · g4 pedone del nero · b3 alfiere del nero · c2 pedone del bianco · g1 re del bianco | d8 donna del bianco · f8 alfiere del bianco · g8 donna del nero · h8 cavallo del bianco · f7 pedone del bianco · g7 pedone del bianco · h7 pedone del nero · b6 torre del nero · h6 re del nero · e5 pedone del nero · h5 pedone del nero · b4 torre del nero · g4 pedone del nero · b3 alfiere del nero · c2 pedone del bianco · g1 re del bianco | d8 donna del bianco · f8 alfiere del bianco · g8 donna del nero · h8 cavallo del bianco · f7 pedone del bianco · g7 pedone del bianco · h7 pedone del nero · b6 torre del nero · h6 re del nero · e5 pedone del nero · h5 pedone del nero · b4 torre del nero · g4 pedone del nero · b3 alfiere del nero · c2 pedone del bianco · g1 re del bianco | d8 donna del bianco · f8 alfiere del bianco · g8 donna del nero · h8 cavallo del bianco · f7 pedone del bianco · g7 pedone del bianco · h7 pedone del nero · b6 torre del nero · h6 re del nero · e5 pedone del nero · h5 pedone del nero · b4 torre del nero · g4 pedone del nero · b3 alfiere del nero · c2 pedone del bianco · g1 re del bianco | d8 donna del bianco · f8 alfiere del bianco · g8 donna del nero · h8 cavallo del bianco · f7 pedone del bianco · g7 pedone del bianco · h7 pedone del nero · b6 torre del nero · h6 re del nero · e5 pedone del nero · h5 pedone del nero · b4 torre del nero · g4 pedone del nero · b3 alfiere del nero · c2 pedone del bianco · g1 re del bianco | 5 |
| 4 | d8 donna del bianco · f8 alfiere del bianco · g8 donna del nero · h8 cavallo del bianco · f7 pedone del bianco · g7 pedone del bianco · h7 pedone del nero · b6 torre del nero · h6 re del nero · e5 pedone del nero · h5 pedone del nero · b4 torre del nero · g4 pedone del nero · b3 alfiere del nero · c2 pedone del bianco · g1 re del bianco | d8 donna del bianco · f8 alfiere del bianco · g8 donna del nero · h8 cavallo del bianco · f7 pedone del bianco · g7 pedone del bianco · h7 pedone del nero · b6 torre del nero · h6 re del nero · e5 pedone del nero · h5 pedone del nero · b4 torre del nero · g4 pedone del nero · b3 alfiere del nero · c2 pedone del bianco · g1 re del bianco | d8 donna del bianco · f8 alfiere del bianco · g8 donna del nero · h8 cavallo del bianco · f7 pedone del bianco · g7 pedone del bianco · h7 pedone del nero · b6 torre del nero · h6 re del nero · e5 pedone del nero · h5 pedone del nero · b4 torre del nero · g4 pedone del nero · b3 alfiere del nero · c2 pedone del bianco · g1 re del bianco | d8 donna del bianco · f8 alfiere del bianco · g8 donna del nero · h8 cavallo del bianco · f7 pedone del bianco · g7 pedone del bianco · h7 pedone del nero · b6 torre del nero · h6 re del nero · e5 pedone del nero · h5 pedone del nero · b4 torre del nero · g4 pedone del nero · b3 alfiere del nero · c2 pedone del bianco · g1 re del bianco | d8 donna del bianco · f8 alfiere del bianco · g8 donna del nero · h8 cavallo del bianco · f7 pedone del bianco · g7 pedone del bianco · h7 pedone del nero · b6 torre del nero · h6 re del nero · e5 pedone del nero · h5 pedone del nero · b4 torre del nero · g4 pedone del nero · b3 alfiere del nero · c2 pedone del bianco · g1 re del bianco | d8 donna del bianco · f8 alfiere del bianco · g8 donna del nero · h8 cavallo del bianco · f7 pedone del bianco · g7 pedone del bianco · h7 pedone del nero · b6 torre del nero · h6 re del nero · e5 pedone del nero · h5 pedone del nero · b4 torre del nero · g4 pedone del nero · b3 alfiere del nero · c2 pedone del bianco · g1 re del bianco | d8 donna del bianco · f8 alfiere del bianco · g8 donna del nero · h8 cavallo del bianco · f7 pedone del bianco · g7 pedone del bianco · h7 pedone del nero · b6 torre del nero · h6 re del nero · e5 pedone del nero · h5 pedone del nero · b4 torre del nero · g4 pedone del nero · b3 alfiere del nero · c2 pedone del bianco · g1 re del bianco | d8 donna del bianco · f8 alfiere del bianco · g8 donna del nero · h8 cavallo del bianco · f7 pedone del bianco · g7 pedone del bianco · h7 pedone del nero · b6 torre del nero · h6 re del nero · e5 pedone del nero · h5 pedone del nero · b4 torre del nero · g4 pedone del nero · b3 alfiere del nero · c2 pedone del bianco · g1 re del bianco | 4 |
| 3 | d8 donna del bianco · f8 alfiere del bianco · g8 donna del nero · h8 cavallo del bianco · f7 pedone del bianco · g7 pedone del bianco · h7 pedone del nero · b6 torre del nero · h6 re del nero · e5 pedone del nero · h5 pedone del nero · b4 torre del nero · g4 pedone del nero · b3 alfiere del nero · c2 pedone del bianco · g1 re del bianco | d8 donna del bianco · f8 alfiere del bianco · g8 donna del nero · h8 cavallo del bianco · f7 pedone del bianco · g7 pedone del bianco · h7 pedone del nero · b6 torre del nero · h6 re del nero · e5 pedone del nero · h5 pedone del nero · b4 torre del nero · g4 pedone del nero · b3 alfiere del nero · c2 pedone del bianco · g1 re del bianco | d8 donna del bianco · f8 alfiere del bianco · g8 donna del nero · h8 cavallo del bianco · f7 pedone del bianco · g7 pedone del bianco · h7 pedone del nero · b6 torre del nero · h6 re del nero · e5 pedone del nero · h5 pedone del nero · b4 torre del nero · g4 pedone del nero · b3 alfiere del nero · c2 pedone del bianco · g1 re del bianco | d8 donna del bianco · f8 alfiere del bianco · g8 donna del nero · h8 cavallo del bianco · f7 pedone del bianco · g7 pedone del bianco · h7 pedone del nero · b6 torre del nero · h6 re del nero · e5 pedone del nero · h5 pedone del nero · b4 torre del nero · g4 pedone del nero · b3 alfiere del nero · c2 pedone del bianco · g1 re del bianco | d8 donna del bianco · f8 alfiere del bianco · g8 donna del nero · h8 cavallo del bianco · f7 pedone del bianco · g7 pedone del bianco · h7 pedone del nero · b6 torre del nero · h6 re del nero · e5 pedone del nero · h5 pedone del nero · b4 torre del nero · g4 pedone del nero · b3 alfiere del nero · c2 pedone del bianco · g1 re del bianco | d8 donna del bianco · f8 alfiere del bianco · g8 donna del nero · h8 cavallo del bianco · f7 pedone del bianco · g7 pedone del bianco · h7 pedone del nero · b6 torre del nero · h6 re del nero · e5 pedone del nero · h5 pedone del nero · b4 torre del nero · g4 pedone del nero · b3 alfiere del nero · c2 pedone del bianco · g1 re del bianco | d8 donna del bianco · f8 alfiere del bianco · g8 donna del nero · h8 cavallo del bianco · f7 pedone del bianco · g7 pedone del bianco · h7 pedone del nero · b6 torre del nero · h6 re del nero · e5 pedone del nero · h5 pedone del nero · b4 torre del nero · g4 pedone del nero · b3 alfiere del nero · c2 pedone del bianco · g1 re del bianco | d8 donna del bianco · f8 alfiere del bianco · g8 donna del nero · h8 cavallo del bianco · f7 pedone del bianco · g7 pedone del bianco · h7 pedone del nero · b6 torre del nero · h6 re del nero · e5 pedone del nero · h5 pedone del nero · b4 torre del nero · g4 pedone del nero · b3 alfiere del nero · c2 pedone del bianco · g1 re del bianco | 3 |
| 2 | d8 donna del bianco · f8 alfiere del bianco · g8 donna del nero · h8 cavallo del bianco · f7 pedone del bianco · g7 pedone del bianco · h7 pedone del nero · b6 torre del nero · h6 re del nero · e5 pedone del nero · h5 pedone del nero · b4 torre del nero · g4 pedone del nero · b3 alfiere del nero · c2 pedone del bianco · g1 re del bianco | d8 donna del bianco · f8 alfiere del bianco · g8 donna del nero · h8 cavallo del bianco · f7 pedone del bianco · g7 pedone del bianco · h7 pedone del nero · b6 torre del nero · h6 re del nero · e5 pedone del nero · h5 pedone del nero · b4 torre del nero · g4 pedone del nero · b3 alfiere del nero · c2 pedone del bianco · g1 re del bianco | d8 donna del bianco · f8 alfiere del bianco · g8 donna del nero · h8 cavallo del bianco · f7 pedone del bianco · g7 pedone del bianco · h7 pedone del nero · b6 torre del nero · h6 re del nero · e5 pedone del nero · h5 pedone del nero · b4 torre del nero · g4 pedone del nero · b3 alfiere del nero · c2 pedone del bianco · g1 re del bianco | d8 donna del bianco · f8 alfiere del bianco · g8 donna del nero · h8 cavallo del bianco · f7 pedone del bianco · g7 pedone del bianco · h7 pedone del nero · b6 torre del nero · h6 re del nero · e5 pedone del nero · h5 pedone del nero · b4 torre del nero · g4 pedone del nero · b3 alfiere del nero · c2 pedone del bianco · g1 re del bianco | d8 donna del bianco · f8 alfiere del bianco · g8 donna del nero · h8 cavallo del bianco · f7 pedone del bianco · g7 pedone del bianco · h7 pedone del nero · b6 torre del nero · h6 re del nero · e5 pedone del nero · h5 pedone del nero · b4 torre del nero · g4 pedone del nero · b3 alfiere del nero · c2 pedone del bianco · g1 re del bianco | d8 donna del bianco · f8 alfiere del bianco · g8 donna del nero · h8 cavallo del bianco · f7 pedone del bianco · g7 pedone del bianco · h7 pedone del nero · b6 torre del nero · h6 re del nero · e5 pedone del nero · h5 pedone del nero · b4 torre del nero · g4 pedone del nero · b3 alfiere del nero · c2 pedone del bianco · g1 re del bianco | d8 donna del bianco · f8 alfiere del bianco · g8 donna del nero · h8 cavallo del bianco · f7 pedone del bianco · g7 pedone del bianco · h7 pedone del nero · b6 torre del nero · h6 re del nero · e5 pedone del nero · h5 pedone del nero · b4 torre del nero · g4 pedone del nero · b3 alfiere del nero · c2 pedone del bianco · g1 re del bianco | d8 donna del bianco · f8 alfiere del bianco · g8 donna del nero · h8 cavallo del bianco · f7 pedone del bianco · g7 pedone del bianco · h7 pedone del nero · b6 torre del nero · h6 re del nero · e5 pedone del nero · h5 pedone del nero · b4 torre del nero · g4 pedone del nero · b3 alfiere del nero · c2 pedone del bianco · g1 re del bianco | 2 |
| 1 | d8 donna del bianco · f8 alfiere del bianco · g8 donna del nero · h8 cavallo del bianco · f7 pedone del bianco · g7 pedone del bianco · h7 pedone del nero · b6 torre del nero · h6 re del nero · e5 pedone del nero · h5 pedone del nero · b4 torre del nero · g4 pedone del nero · b3 alfiere del nero · c2 pedone del bianco · g1 re del bianco | d8 donna del bianco · f8 alfiere del bianco · g8 donna del nero · h8 cavallo del bianco · f7 pedone del bianco · g7 pedone del bianco · h7 pedone del nero · b6 torre del nero · h6 re del nero · e5 pedone del nero · h5 pedone del nero · b4 torre del nero · g4 pedone del nero · b3 alfiere del nero · c2 pedone del bianco · g1 re del bianco | d8 donna del bianco · f8 alfiere del bianco · g8 donna del nero · h8 cavallo del bianco · f7 pedone del bianco · g7 pedone del bianco · h7 pedone del nero · b6 torre del nero · h6 re del nero · e5 pedone del nero · h5 pedone del nero · b4 torre del nero · g4 pedone del nero · b3 alfiere del nero · c2 pedone del bianco · g1 re del bianco | d8 donna del bianco · f8 alfiere del bianco · g8 donna del nero · h8 cavallo del bianco · f7 pedone del bianco · g7 pedone del bianco · h7 pedone del nero · b6 torre del nero · h6 re del nero · e5 pedone del nero · h5 pedone del nero · b4 torre del nero · g4 pedone del nero · b3 alfiere del nero · c2 pedone del bianco · g1 re del bianco | d8 donna del bianco · f8 alfiere del bianco · g8 donna del nero · h8 cavallo del bianco · f7 pedone del bianco · g7 pedone del bianco · h7 pedone del nero · b6 torre del nero · h6 re del nero · e5 pedone del nero · h5 pedone del nero · b4 torre del nero · g4 pedone del nero · b3 alfiere del nero · c2 pedone del bianco · g1 re del bianco | d8 donna del bianco · f8 alfiere del bianco · g8 donna del nero · h8 cavallo del bianco · f7 pedone del bianco · g7 pedone del bianco · h7 pedone del nero · b6 torre del nero · h6 re del nero · e5 pedone del nero · h5 pedone del nero · b4 torre del nero · g4 pedone del nero · b3 alfiere del nero · c2 pedone del bianco · g1 re del bianco | d8 donna del bianco · f8 alfiere del bianco · g8 donna del nero · h8 cavallo del bianco · f7 pedone del bianco · g7 pedone del bianco · h7 pedone del nero · b6 torre del nero · h6 re del nero · e5 pedone del nero · h5 pedone del nero · b4 torre del nero · g4 pedone del nero · b3 alfiere del nero · c2 pedone del bianco · g1 re del bianco | d8 donna del bianco · f8 alfiere del bianco · g8 donna del nero · h8 cavallo del bianco · f7 pedone del bianco · g7 pedone del bianco · h7 pedone del nero · b6 torre del nero · h6 re del nero · e5 pedone del nero · h5 pedone del nero · b4 torre del nero · g4 pedone del nero · b3 alfiere del nero · c2 pedone del bianco · g1 re del bianco | 1 |
|   | a | b | c | d | e | f | g | h |   |

Soluzione:
Tentativo: 1. cxb3?! (2. fxg8=C#), ma 1... Dxg7!
Chiave: 1. c4 !  (min. 2. Dd2# e 2. fxg8=C#)

1. ... e4/Txc4/Td6/Tg6  2. fxg8=C#

1. ... h4  2. Dxh4#

1. ... Axc4/Dxg7  2. Dd2#
|   | a | b | c | d | e | f | g | h |   |
| 8 | f8 cavallo del nero · e7 pedone del nero · f7 torre del nero · g7 cavallo del nero · e6 pedone del nero · a5 pedone del nero · d5 pedone del nero · e4 pedone del bianco · e3 cavallo del bianco · b2 donna del bianco · e2 pedone del bianco · g2 alfiere del bianco · a1 re del bianco · d1 cavallo del bianco · e1 re del nero | f8 cavallo del nero · e7 pedone del nero · f7 torre del nero · g7 cavallo del nero · e6 pedone del nero · a5 pedone del nero · d5 pedone del nero · e4 pedone del bianco · e3 cavallo del bianco · b2 donna del bianco · e2 pedone del bianco · g2 alfiere del bianco · a1 re del bianco · d1 cavallo del bianco · e1 re del nero | f8 cavallo del nero · e7 pedone del nero · f7 torre del nero · g7 cavallo del nero · e6 pedone del nero · a5 pedone del nero · d5 pedone del nero · e4 pedone del bianco · e3 cavallo del bianco · b2 donna del bianco · e2 pedone del bianco · g2 alfiere del bianco · a1 re del bianco · d1 cavallo del bianco · e1 re del nero | f8 cavallo del nero · e7 pedone del nero · f7 torre del nero · g7 cavallo del nero · e6 pedone del nero · a5 pedone del nero · d5 pedone del nero · e4 pedone del bianco · e3 cavallo del bianco · b2 donna del bianco · e2 pedone del bianco · g2 alfiere del bianco · a1 re del bianco · d1 cavallo del bianco · e1 re del nero | f8 cavallo del nero · e7 pedone del nero · f7 torre del nero · g7 cavallo del nero · e6 pedone del nero · a5 pedone del nero · d5 pedone del nero · e4 pedone del bianco · e3 cavallo del bianco · b2 donna del bianco · e2 pedone del bianco · g2 alfiere del bianco · a1 re del bianco · d1 cavallo del bianco · e1 re del nero | f8 cavallo del nero · e7 pedone del nero · f7 torre del nero · g7 cavallo del nero · e6 pedone del nero · a5 pedone del nero · d5 pedone del nero · e4 pedone del bianco · e3 cavallo del bianco · b2 donna del bianco · e2 pedone del bianco · g2 alfiere del bianco · a1 re del bianco · d1 cavallo del bianco · e1 re del nero | f8 cavallo del nero · e7 pedone del nero · f7 torre del nero · g7 cavallo del nero · e6 pedone del nero · a5 pedone del nero · d5 pedone del nero · e4 pedone del bianco · e3 cavallo del bianco · b2 donna del bianco · e2 pedone del bianco · g2 alfiere del bianco · a1 re del bianco · d1 cavallo del bianco · e1 re del nero | f8 cavallo del nero · e7 pedone del nero · f7 torre del nero · g7 cavallo del nero · e6 pedone del nero · a5 pedone del nero · d5 pedone del nero · e4 pedone del bianco · e3 cavallo del bianco · b2 donna del bianco · e2 pedone del bianco · g2 alfiere del bianco · a1 re del bianco · d1 cavallo del bianco · e1 re del nero | 8 |
| 7 | f8 cavallo del nero · e7 pedone del nero · f7 torre del nero · g7 cavallo del nero · e6 pedone del nero · a5 pedone del nero · d5 pedone del nero · e4 pedone del bianco · e3 cavallo del bianco · b2 donna del bianco · e2 pedone del bianco · g2 alfiere del bianco · a1 re del bianco · d1 cavallo del bianco · e1 re del nero | f8 cavallo del nero · e7 pedone del nero · f7 torre del nero · g7 cavallo del nero · e6 pedone del nero · a5 pedone del nero · d5 pedone del nero · e4 pedone del bianco · e3 cavallo del bianco · b2 donna del bianco · e2 pedone del bianco · g2 alfiere del bianco · a1 re del bianco · d1 cavallo del bianco · e1 re del nero | f8 cavallo del nero · e7 pedone del nero · f7 torre del nero · g7 cavallo del nero · e6 pedone del nero · a5 pedone del nero · d5 pedone del nero · e4 pedone del bianco · e3 cavallo del bianco · b2 donna del bianco · e2 pedone del bianco · g2 alfiere del bianco · a1 re del bianco · d1 cavallo del bianco · e1 re del nero | f8 cavallo del nero · e7 pedone del nero · f7 torre del nero · g7 cavallo del nero · e6 pedone del nero · a5 pedone del nero · d5 pedone del nero · e4 pedone del bianco · e3 cavallo del bianco · b2 donna del bianco · e2 pedone del bianco · g2 alfiere del bianco · a1 re del bianco · d1 cavallo del bianco · e1 re del nero | f8 cavallo del nero · e7 pedone del nero · f7 torre del nero · g7 cavallo del nero · e6 pedone del nero · a5 pedone del nero · d5 pedone del nero · e4 pedone del bianco · e3 cavallo del bianco · b2 donna del bianco · e2 pedone del bianco · g2 alfiere del bianco · a1 re del bianco · d1 cavallo del bianco · e1 re del nero | f8 cavallo del nero · e7 pedone del nero · f7 torre del nero · g7 cavallo del nero · e6 pedone del nero · a5 pedone del nero · d5 pedone del nero · e4 pedone del bianco · e3 cavallo del bianco · b2 donna del bianco · e2 pedone del bianco · g2 alfiere del bianco · a1 re del bianco · d1 cavallo del bianco · e1 re del nero | f8 cavallo del nero · e7 pedone del nero · f7 torre del nero · g7 cavallo del nero · e6 pedone del nero · a5 pedone del nero · d5 pedone del nero · e4 pedone del bianco · e3 cavallo del bianco · b2 donna del bianco · e2 pedone del bianco · g2 alfiere del bianco · a1 re del bianco · d1 cavallo del bianco · e1 re del nero | f8 cavallo del nero · e7 pedone del nero · f7 torre del nero · g7 cavallo del nero · e6 pedone del nero · a5 pedone del nero · d5 pedone del nero · e4 pedone del bianco · e3 cavallo del bianco · b2 donna del bianco · e2 pedone del bianco · g2 alfiere del bianco · a1 re del bianco · d1 cavallo del bianco · e1 re del nero | 7 |
| 6 | f8 cavallo del nero · e7 pedone del nero · f7 torre del nero · g7 cavallo del nero · e6 pedone del nero · a5 pedone del nero · d5 pedone del nero · e4 pedone del bianco · e3 cavallo del bianco · b2 donna del bianco · e2 pedone del bianco · g2 alfiere del bianco · a1 re del bianco · d1 cavallo del bianco · e1 re del nero | f8 cavallo del nero · e7 pedone del nero · f7 torre del nero · g7 cavallo del nero · e6 pedone del nero · a5 pedone del nero · d5 pedone del nero · e4 pedone del bianco · e3 cavallo del bianco · b2 donna del bianco · e2 pedone del bianco · g2 alfiere del bianco · a1 re del bianco · d1 cavallo del bianco · e1 re del nero | f8 cavallo del nero · e7 pedone del nero · f7 torre del nero · g7 cavallo del nero · e6 pedone del nero · a5 pedone del nero · d5 pedone del nero · e4 pedone del bianco · e3 cavallo del bianco · b2 donna del bianco · e2 pedone del bianco · g2 alfiere del bianco · a1 re del bianco · d1 cavallo del bianco · e1 re del nero | f8 cavallo del nero · e7 pedone del nero · f7 torre del nero · g7 cavallo del nero · e6 pedone del nero · a5 pedone del nero · d5 pedone del nero · e4 pedone del bianco · e3 cavallo del bianco · b2 donna del bianco · e2 pedone del bianco · g2 alfiere del bianco · a1 re del bianco · d1 cavallo del bianco · e1 re del nero | f8 cavallo del nero · e7 pedone del nero · f7 torre del nero · g7 cavallo del nero · e6 pedone del nero · a5 pedone del nero · d5 pedone del nero · e4 pedone del bianco · e3 cavallo del bianco · b2 donna del bianco · e2 pedone del bianco · g2 alfiere del bianco · a1 re del bianco · d1 cavallo del bianco · e1 re del nero | f8 cavallo del nero · e7 pedone del nero · f7 torre del nero · g7 cavallo del nero · e6 pedone del nero · a5 pedone del nero · d5 pedone del nero · e4 pedone del bianco · e3 cavallo del bianco · b2 donna del bianco · e2 pedone del bianco · g2 alfiere del bianco · a1 re del bianco · d1 cavallo del bianco · e1 re del nero | f8 cavallo del nero · e7 pedone del nero · f7 torre del nero · g7 cavallo del nero · e6 pedone del nero · a5 pedone del nero · d5 pedone del nero · e4 pedone del bianco · e3 cavallo del bianco · b2 donna del bianco · e2 pedone del bianco · g2 alfiere del bianco · a1 re del bianco · d1 cavallo del bianco · e1 re del nero | f8 cavallo del nero · e7 pedone del nero · f7 torre del nero · g7 cavallo del nero · e6 pedone del nero · a5 pedone del nero · d5 pedone del nero · e4 pedone del bianco · e3 cavallo del bianco · b2 donna del bianco · e2 pedone del bianco · g2 alfiere del bianco · a1 re del bianco · d1 cavallo del bianco · e1 re del nero | 6 |
| 5 | f8 cavallo del nero · e7 pedone del nero · f7 torre del nero · g7 cavallo del nero · e6 pedone del nero · a5 pedone del nero · d5 pedone del nero · e4 pedone del bianco · e3 cavallo del bianco · b2 donna del bianco · e2 pedone del bianco · g2 alfiere del bianco · a1 re del bianco · d1 cavallo del bianco · e1 re del nero | f8 cavallo del nero · e7 pedone del nero · f7 torre del nero · g7 cavallo del nero · e6 pedone del nero · a5 pedone del nero · d5 pedone del nero · e4 pedone del bianco · e3 cavallo del bianco · b2 donna del bianco · e2 pedone del bianco · g2 alfiere del bianco · a1 re del bianco · d1 cavallo del bianco · e1 re del nero | f8 cavallo del nero · e7 pedone del nero · f7 torre del nero · g7 cavallo del nero · e6 pedone del nero · a5 pedone del nero · d5 pedone del nero · e4 pedone del bianco · e3 cavallo del bianco · b2 donna del bianco · e2 pedone del bianco · g2 alfiere del bianco · a1 re del bianco · d1 cavallo del bianco · e1 re del nero | f8 cavallo del nero · e7 pedone del nero · f7 torre del nero · g7 cavallo del nero · e6 pedone del nero · a5 pedone del nero · d5 pedone del nero · e4 pedone del bianco · e3 cavallo del bianco · b2 donna del bianco · e2 pedone del bianco · g2 alfiere del bianco · a1 re del bianco · d1 cavallo del bianco · e1 re del nero | f8 cavallo del nero · e7 pedone del nero · f7 torre del nero · g7 cavallo del nero · e6 pedone del nero · a5 pedone del nero · d5 pedone del nero · e4 pedone del bianco · e3 cavallo del bianco · b2 donna del bianco · e2 pedone del bianco · g2 alfiere del bianco · a1 re del bianco · d1 cavallo del bianco · e1 re del nero | f8 cavallo del nero · e7 pedone del nero · f7 torre del nero · g7 cavallo del nero · e6 pedone del nero · a5 pedone del nero · d5 pedone del nero · e4 pedone del bianco · e3 cavallo del bianco · b2 donna del bianco · e2 pedone del bianco · g2 alfiere del bianco · a1 re del bianco · d1 cavallo del bianco · e1 re del nero | f8 cavallo del nero · e7 pedone del nero · f7 torre del nero · g7 cavallo del nero · e6 pedone del nero · a5 pedone del nero · d5 pedone del nero · e4 pedone del bianco · e3 cavallo del bianco · b2 donna del bianco · e2 pedone del bianco · g2 alfiere del bianco · a1 re del bianco · d1 cavallo del bianco · e1 re del nero | f8 cavallo del nero · e7 pedone del nero · f7 torre del nero · g7 cavallo del nero · e6 pedone del nero · a5 pedone del nero · d5 pedone del nero · e4 pedone del bianco · e3 cavallo del bianco · b2 donna del bianco · e2 pedone del bianco · g2 alfiere del bianco · a1 re del bianco · d1 cavallo del bianco · e1 re del nero | 5 |
| 4 | f8 cavallo del nero · e7 pedone del nero · f7 torre del nero · g7 cavallo del nero · e6 pedone del nero · a5 pedone del nero · d5 pedone del nero · e4 pedone del bianco · e3 cavallo del bianco · b2 donna del bianco · e2 pedone del bianco · g2 alfiere del bianco · a1 re del bianco · d1 cavallo del bianco · e1 re del nero | f8 cavallo del nero · e7 pedone del nero · f7 torre del nero · g7 cavallo del nero · e6 pedone del nero · a5 pedone del nero · d5 pedone del nero · e4 pedone del bianco · e3 cavallo del bianco · b2 donna del bianco · e2 pedone del bianco · g2 alfiere del bianco · a1 re del bianco · d1 cavallo del bianco · e1 re del nero | f8 cavallo del nero · e7 pedone del nero · f7 torre del nero · g7 cavallo del nero · e6 pedone del nero · a5 pedone del nero · d5 pedone del nero · e4 pedone del bianco · e3 cavallo del bianco · b2 donna del bianco · e2 pedone del bianco · g2 alfiere del bianco · a1 re del bianco · d1 cavallo del bianco · e1 re del nero | f8 cavallo del nero · e7 pedone del nero · f7 torre del nero · g7 cavallo del nero · e6 pedone del nero · a5 pedone del nero · d5 pedone del nero · e4 pedone del bianco · e3 cavallo del bianco · b2 donna del bianco · e2 pedone del bianco · g2 alfiere del bianco · a1 re del bianco · d1 cavallo del bianco · e1 re del nero | f8 cavallo del nero · e7 pedone del nero · f7 torre del nero · g7 cavallo del nero · e6 pedone del nero · a5 pedone del nero · d5 pedone del nero · e4 pedone del bianco · e3 cavallo del bianco · b2 donna del bianco · e2 pedone del bianco · g2 alfiere del bianco · a1 re del bianco · d1 cavallo del bianco · e1 re del nero | f8 cavallo del nero · e7 pedone del nero · f7 torre del nero · g7 cavallo del nero · e6 pedone del nero · a5 pedone del nero · d5 pedone del nero · e4 pedone del bianco · e3 cavallo del bianco · b2 donna del bianco · e2 pedone del bianco · g2 alfiere del bianco · a1 re del bianco · d1 cavallo del bianco · e1 re del nero | f8 cavallo del nero · e7 pedone del nero · f7 torre del nero · g7 cavallo del nero · e6 pedone del nero · a5 pedone del nero · d5 pedone del nero · e4 pedone del bianco · e3 cavallo del bianco · b2 donna del bianco · e2 pedone del bianco · g2 alfiere del bianco · a1 re del bianco · d1 cavallo del bianco · e1 re del nero | f8 cavallo del nero · e7 pedone del nero · f7 torre del nero · g7 cavallo del nero · e6 pedone del nero · a5 pedone del nero · d5 pedone del nero · e4 pedone del bianco · e3 cavallo del bianco · b2 donna del bianco · e2 pedone del bianco · g2 alfiere del bianco · a1 re del bianco · d1 cavallo del bianco · e1 re del nero | 4 |
| 3 | f8 cavallo del nero · e7 pedone del nero · f7 torre del nero · g7 cavallo del nero · e6 pedone del nero · a5 pedone del nero · d5 pedone del nero · e4 pedone del bianco · e3 cavallo del bianco · b2 donna del bianco · e2 pedone del bianco · g2 alfiere del bianco · a1 re del bianco · d1 cavallo del bianco · e1 re del nero | f8 cavallo del nero · e7 pedone del nero · f7 torre del nero · g7 cavallo del nero · e6 pedone del nero · a5 pedone del nero · d5 pedone del nero · e4 pedone del bianco · e3 cavallo del bianco · b2 donna del bianco · e2 pedone del bianco · g2 alfiere del bianco · a1 re del bianco · d1 cavallo del bianco · e1 re del nero | f8 cavallo del nero · e7 pedone del nero · f7 torre del nero · g7 cavallo del nero · e6 pedone del nero · a5 pedone del nero · d5 pedone del nero · e4 pedone del bianco · e3 cavallo del bianco · b2 donna del bianco · e2 pedone del bianco · g2 alfiere del bianco · a1 re del bianco · d1 cavallo del bianco · e1 re del nero | f8 cavallo del nero · e7 pedone del nero · f7 torre del nero · g7 cavallo del nero · e6 pedone del nero · a5 pedone del nero · d5 pedone del nero · e4 pedone del bianco · e3 cavallo del bianco · b2 donna del bianco · e2 pedone del bianco · g2 alfiere del bianco · a1 re del bianco · d1 cavallo del bianco · e1 re del nero | f8 cavallo del nero · e7 pedone del nero · f7 torre del nero · g7 cavallo del nero · e6 pedone del nero · a5 pedone del nero · d5 pedone del nero · e4 pedone del bianco · e3 cavallo del bianco · b2 donna del bianco · e2 pedone del bianco · g2 alfiere del bianco · a1 re del bianco · d1 cavallo del bianco · e1 re del nero | f8 cavallo del nero · e7 pedone del nero · f7 torre del nero · g7 cavallo del nero · e6 pedone del nero · a5 pedone del nero · d5 pedone del nero · e4 pedone del bianco · e3 cavallo del bianco · b2 donna del bianco · e2 pedone del bianco · g2 alfiere del bianco · a1 re del bianco · d1 cavallo del bianco · e1 re del nero | f8 cavallo del nero · e7 pedone del nero · f7 torre del nero · g7 cavallo del nero · e6 pedone del nero · a5 pedone del nero · d5 pedone del nero · e4 pedone del bianco · e3 cavallo del bianco · b2 donna del bianco · e2 pedone del bianco · g2 alfiere del bianco · a1 re del bianco · d1 cavallo del bianco · e1 re del nero | f8 cavallo del nero · e7 pedone del nero · f7 torre del nero · g7 cavallo del nero · e6 pedone del nero · a5 pedone del nero · d5 pedone del nero · e4 pedone del bianco · e3 cavallo del bianco · b2 donna del bianco · e2 pedone del bianco · g2 alfiere del bianco · a1 re del bianco · d1 cavallo del bianco · e1 re del nero | 3 |
| 2 | f8 cavallo del nero · e7 pedone del nero · f7 torre del nero · g7 cavallo del nero · e6 pedone del nero · a5 pedone del nero · d5 pedone del nero · e4 pedone del bianco · e3 cavallo del bianco · b2 donna del bianco · e2 pedone del bianco · g2 alfiere del bianco · a1 re del bianco · d1 cavallo del bianco · e1 re del nero | f8 cavallo del nero · e7 pedone del nero · f7 torre del nero · g7 cavallo del nero · e6 pedone del nero · a5 pedone del nero · d5 pedone del nero · e4 pedone del bianco · e3 cavallo del bianco · b2 donna del bianco · e2 pedone del bianco · g2 alfiere del bianco · a1 re del bianco · d1 cavallo del bianco · e1 re del nero | f8 cavallo del nero · e7 pedone del nero · f7 torre del nero · g7 cavallo del nero · e6 pedone del nero · a5 pedone del nero · d5 pedone del nero · e4 pedone del bianco · e3 cavallo del bianco · b2 donna del bianco · e2 pedone del bianco · g2 alfiere del bianco · a1 re del bianco · d1 cavallo del bianco · e1 re del nero | f8 cavallo del nero · e7 pedone del nero · f7 torre del nero · g7 cavallo del nero · e6 pedone del nero · a5 pedone del nero · d5 pedone del nero · e4 pedone del bianco · e3 cavallo del bianco · b2 donna del bianco · e2 pedone del bianco · g2 alfiere del bianco · a1 re del bianco · d1 cavallo del bianco · e1 re del nero | f8 cavallo del nero · e7 pedone del nero · f7 torre del nero · g7 cavallo del nero · e6 pedone del nero · a5 pedone del nero · d5 pedone del nero · e4 pedone del bianco · e3 cavallo del bianco · b2 donna del bianco · e2 pedone del bianco · g2 alfiere del bianco · a1 re del bianco · d1 cavallo del bianco · e1 re del nero | f8 cavallo del nero · e7 pedone del nero · f7 torre del nero · g7 cavallo del nero · e6 pedone del nero · a5 pedone del nero · d5 pedone del nero · e4 pedone del bianco · e3 cavallo del bianco · b2 donna del bianco · e2 pedone del bianco · g2 alfiere del bianco · a1 re del bianco · d1 cavallo del bianco · e1 re del nero | f8 cavallo del nero · e7 pedone del nero · f7 torre del nero · g7 cavallo del nero · e6 pedone del nero · a5 pedone del nero · d5 pedone del nero · e4 pedone del bianco · e3 cavallo del bianco · b2 donna del bianco · e2 pedone del bianco · g2 alfiere del bianco · a1 re del bianco · d1 cavallo del bianco · e1 re del nero | f8 cavallo del nero · e7 pedone del nero · f7 torre del nero · g7 cavallo del nero · e6 pedone del nero · a5 pedone del nero · d5 pedone del nero · e4 pedone del bianco · e3 cavallo del bianco · b2 donna del bianco · e2 pedone del bianco · g2 alfiere del bianco · a1 re del bianco · d1 cavallo del bianco · e1 re del nero | 2 |
| 1 | f8 cavallo del nero · e7 pedone del nero · f7 torre del nero · g7 cavallo del nero · e6 pedone del nero · a5 pedone del nero · d5 pedone del nero · e4 pedone del bianco · e3 cavallo del bianco · b2 donna del bianco · e2 pedone del bianco · g2 alfiere del bianco · a1 re del bianco · d1 cavallo del bianco · e1 re del nero | f8 cavallo del nero · e7 pedone del nero · f7 torre del nero · g7 cavallo del nero · e6 pedone del nero · a5 pedone del nero · d5 pedone del nero · e4 pedone del bianco · e3 cavallo del bianco · b2 donna del bianco · e2 pedone del bianco · g2 alfiere del bianco · a1 re del bianco · d1 cavallo del bianco · e1 re del nero | f8 cavallo del nero · e7 pedone del nero · f7 torre del nero · g7 cavallo del nero · e6 pedone del nero · a5 pedone del nero · d5 pedone del nero · e4 pedone del bianco · e3 cavallo del bianco · b2 donna del bianco · e2 pedone del bianco · g2 alfiere del bianco · a1 re del bianco · d1 cavallo del bianco · e1 re del nero | f8 cavallo del nero · e7 pedone del nero · f7 torre del nero · g7 cavallo del nero · e6 pedone del nero · a5 pedone del nero · d5 pedone del nero · e4 pedone del bianco · e3 cavallo del bianco · b2 donna del bianco · e2 pedone del bianco · g2 alfiere del bianco · a1 re del bianco · d1 cavallo del bianco · e1 re del nero | f8 cavallo del nero · e7 pedone del nero · f7 torre del nero · g7 cavallo del nero · e6 pedone del nero · a5 pedone del nero · d5 pedone del nero · e4 pedone del bianco · e3 cavallo del bianco · b2 donna del bianco · e2 pedone del bianco · g2 alfiere del bianco · a1 re del bianco · d1 cavallo del bianco · e1 re del nero | f8 cavallo del nero · e7 pedone del nero · f7 torre del nero · g7 cavallo del nero · e6 pedone del nero · a5 pedone del nero · d5 pedone del nero · e4 pedone del bianco · e3 cavallo del bianco · b2 donna del bianco · e2 pedone del bianco · g2 alfiere del bianco · a1 re del bianco · d1 cavallo del bianco · e1 re del nero | f8 cavallo del nero · e7 pedone del nero · f7 torre del nero · g7 cavallo del nero · e6 pedone del nero · a5 pedone del nero · d5 pedone del nero · e4 pedone del bianco · e3 cavallo del bianco · b2 donna del bianco · e2 pedone del bianco · g2 alfiere del bianco · a1 re del bianco · d1 cavallo del bianco · e1 re del nero | f8 cavallo del nero · e7 pedone del nero · f7 torre del nero · g7 cavallo del nero · e6 pedone del nero · a5 pedone del nero · d5 pedone del nero · e4 pedone del bianco · e3 cavallo del bianco · b2 donna del bianco · e2 pedone del bianco · g2 alfiere del bianco · a1 re del bianco · d1 cavallo del bianco · e1 re del nero | 1 |
|   | a | b | c | d | e | f | g | h |   |

Soluzione:
1. Dc2 !  (min. 2. Dd3 e 3. Cc2#)
1. ... d4  2. Cc4 ...  3. Dd2#

1. ... dxe4  2. Af1 ...  3. Dc3#
  (2... Txf1  3. Cg2#)

1. ... Tf2  2. Cb2 Txe2  3. Cd3#
  (2... dxe4  3. Dd1#)